# Alicyclobacillaceae
Die Alicyclobacillaceae sind eine Familie von grampositiven Bakterien.

## Merkmale
Bei den Alicyclobacillaceae handelt es sich um meist aerobe (Sauerstoff benötigende), unbewegliche, stäbchenförmige Bakterien. Auch einige bewegliche Arten sind bekannt. Es werden Endosporen gebildet. Innerhalb der Gattung Alicyclobacillus sind acidophile (säureliebend) sowie thermophile (wärmeliebend) Arten vorhanden, auch nur gemäßigte Temperaturen tolerierende sind vorhanden. Kyrpidia tusciae ist z. B. als thermophil einzuordnen, das Bakterium zeigt optimales Wachstum bei 47 bis 65 °C. Bei den Arten von Alicyclobacillus liegen Temperaturen für das optimale Wachstum zwischen 35 und 65 °C. Tumebacillus permanentifrigoris ist dem hingegen ein psychrophiles („kälteliebend“) Bakterium und zeigt noch Wachstum bei 5 °C. Der für die Erstbeschreibung genutzte Bakterien-Stamm wurde aus Permafrostboden isoliert.

## Stoffwechsel
Die Arten sind meist aerob mit einem rein respiratorischen Stoffwechsel (Atmung), aber einige Stämme reduzieren zur Energiegewinnung Nitrat zu Nitrit, und einige reduzieren Fe3+. Kyrpidia tusciae ist chemoautotroph und wächst mit H2 als Elektronendonor und CO2 als Kohlenstoffquelle. Das CO2 wird über den Calvin-Zyklus gebunden. Die Art wurde früher als Bacillus tusciae bezeichnet.

## Systematik
Die Familie Alicyclobacillaceae zählt zu der Ordnung der Caryophanales.
Früher zählte auch die Gattung Pasteuria zu der Familie Alicyclobacillaceae. Aufgrund von 16S-rRNA-Analysen wurde sie zu einer eigenen Familie, den Pasteuriaceae gestellt. Pasteuria ist ein obligater Parasit von Wirbellosen.
Im Mai 2024 wurden der Familie folgende Gattungen zugeordnet:
- Alicyclobacillus Wisotzkey et al. 1992 emend. Karavaiko et al. 2005 (die Typusgattung der Familie)
- Effusibacillus Watanabe et al. 2014
- Ferroacidibacillus Johnsonet al. 2023
- Kyrpidia Klenk et al. 2012
- Sulfoacidibacillus Johnson et al. 2023
- Tumebacillus Steven et al. 2008

## Ökologie
Die Bakterien wurden unter anderem allgemein in normalen Böden als auch in Wasser und Böden von geothermischen Quellen gefunden. Aufgrund der Säurebeständigkeit und Hitzeresistenz kann die Art Alicyclobacillus acidoterrestris auch als Fruchtsaftverderber auftreten.